# Calomyrmex glauerti
Calomyrmex glauerti é uma espécie de formiga do gênero Calomyrmex, pertencente à subfamília Formicinae.